# Shimeji
Shimeji é a designação popular, em japonês, para Lyophyllum shimeji (hon-shimeji), mas pode se referir a outros cogumelos comestíveis. No Japão, o shimeji é considerado o mais delicioso dos cogumelos, existindo uma famosa frase em japonês "kaori matsutake, aji shimeji" que significa o melhor aroma é do matsutake e o melhor sabor do shimeji.

## Etimologia
Aproveitando a fama de Lyophyllum shimeji, o Pleurotus ostreatus (shimeji-preto) foi comercializado como shimeji e, mais tarde, o Hypsizygus marmoreus (buna-shimeji) como sendo o shimeji. A JAS (Japanese Agricultural Standard), órgão responsável pelos padrões japoneses de agricultura, estabeleceu nomenclaturas próprias para cada um destes fungos.

## Tipos
- Lyophyllum shimeji (em japonês: hon-shimeji, que significa o legítimo shimeji): é um fungo de micorriza. É considerado pelos japoneses o mais saboroso dos cogumelos. Apesar da alta procura devido ao seu sabor refinado, é um fungo difícil de ser criado. Mas o método de cultivo de Lyophyllum shimeji vem sendo desenvolvido, aumentando a sua oferta no mercado.[1]

- Lyophyllum decastes (em japonês: hatake-shimeji): é um cogumelo saprotrófico, do mesmo gênero de hon-shimeji e também apreciado na culinária japonesa.

- Hypsizygus marmoreus (em japonês: buna-shimeji): é um fungo saprotrófico. Devido a facilidade de seu cultivo, é um cogumelo bastante produzido e consumido no Japão.

- - Bunapi: é a variedade de cor branca de buna-shimeji (Hypsizygus marmoreus), desenvolvida na Província de Nagano no Japão, durante os anos de 2000 a 2002.[2]

- Pleurotus ostreatus (em japonês: hiratake): é um cogumelo saprotrófico. No Brasil, esta espécie é conhecida e comercializada como shimeji.

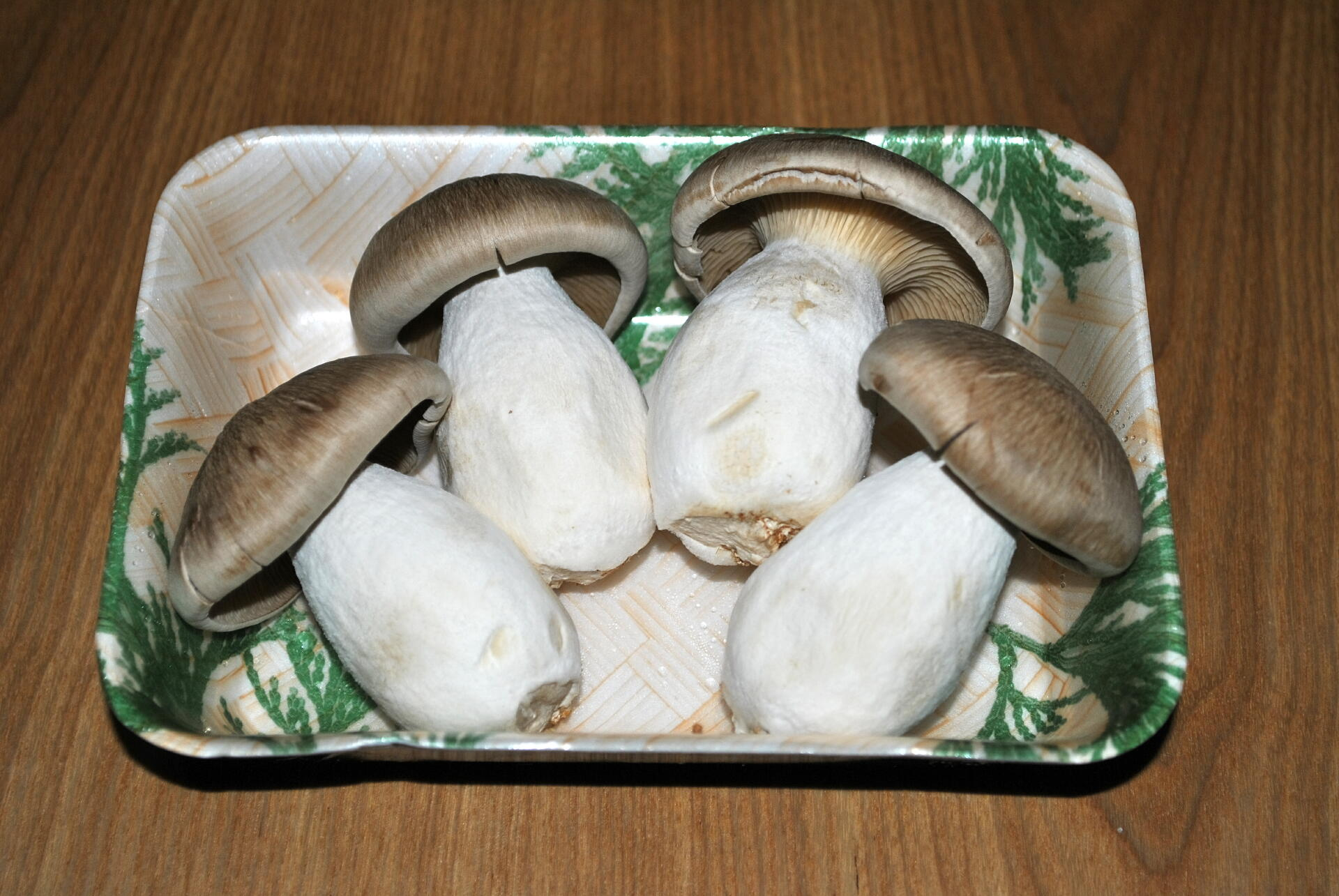
Hon-Shimeji cultivado artificialmente
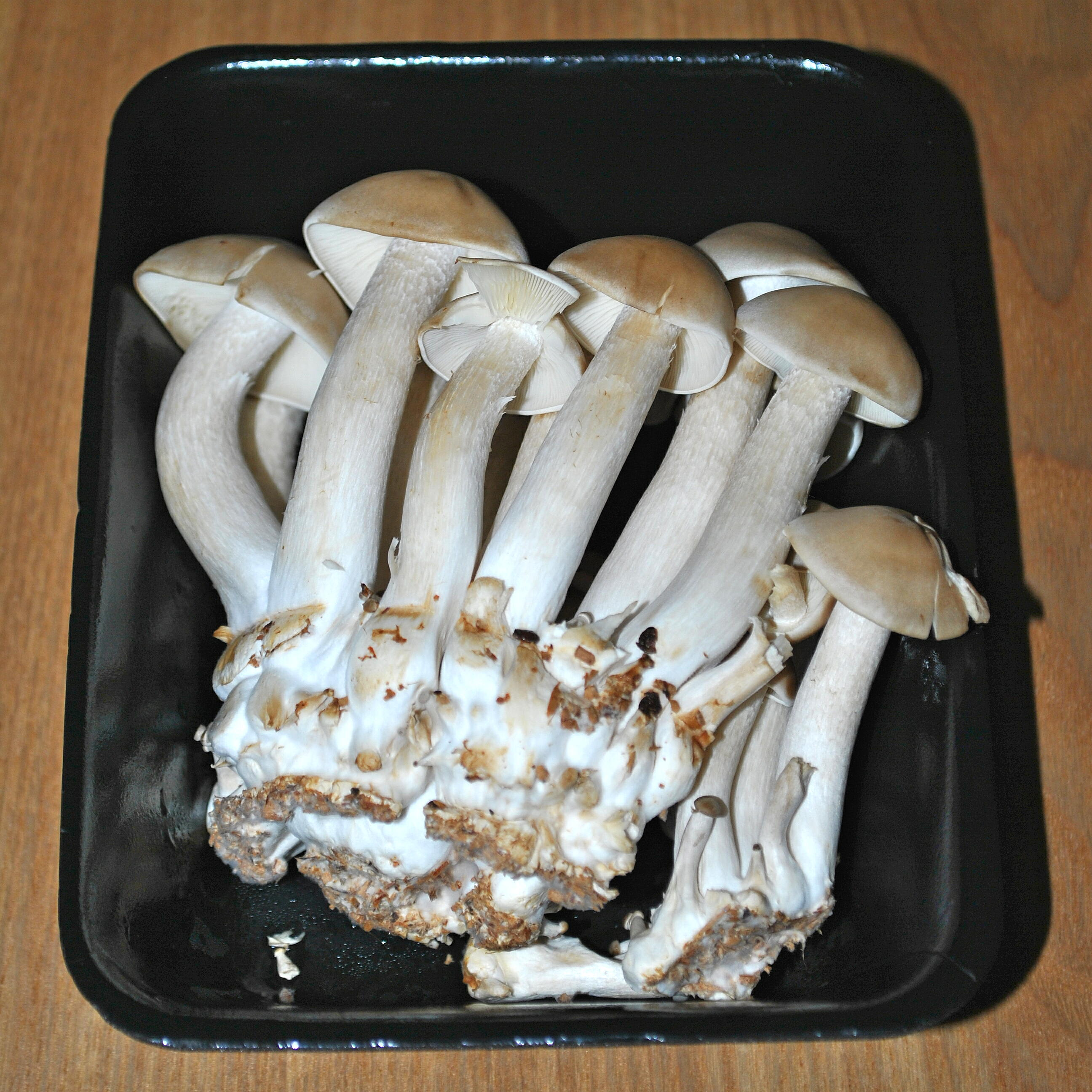
Hatake-Shimeji
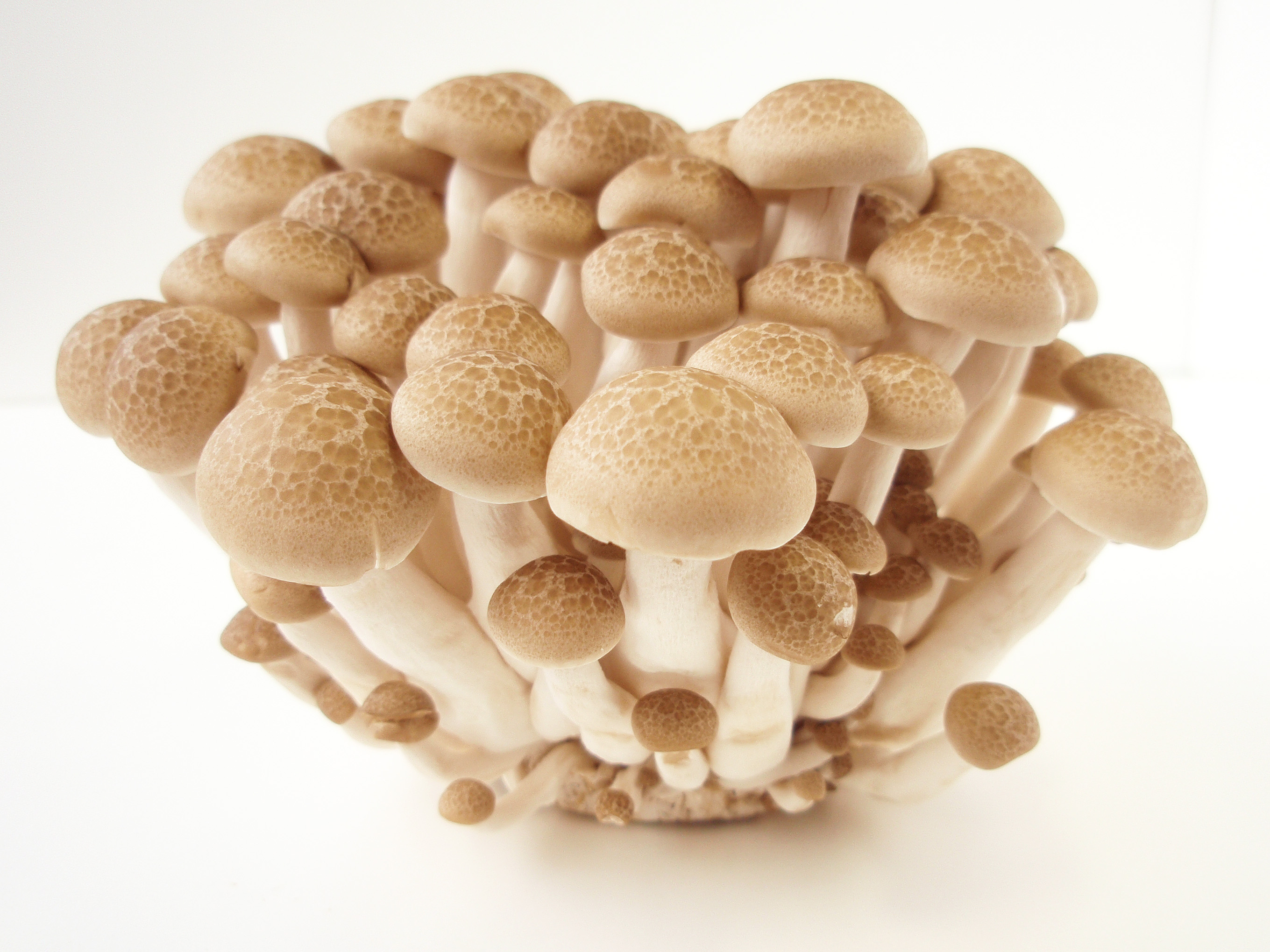
Buna-Shimeji
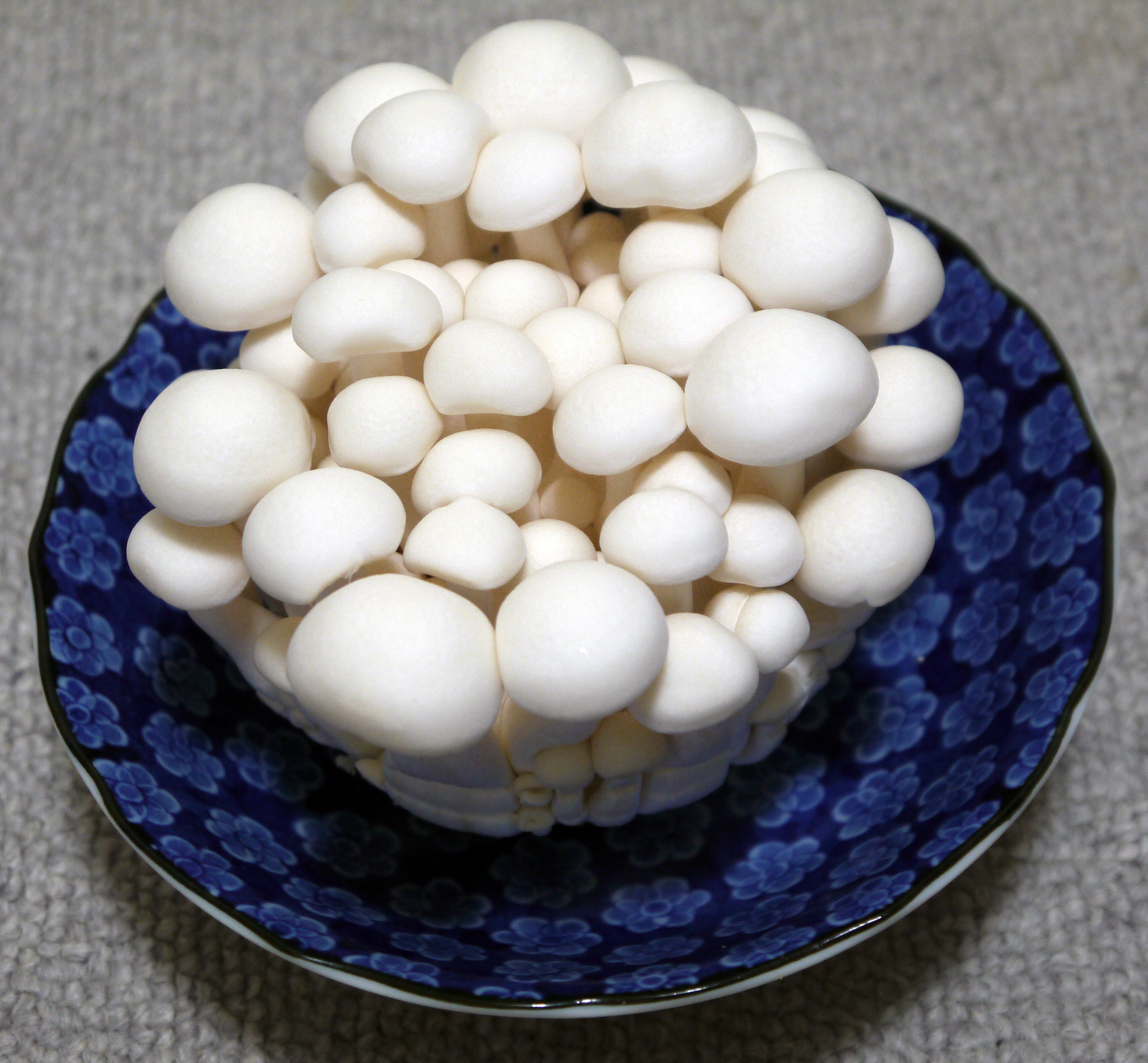
Bunapi
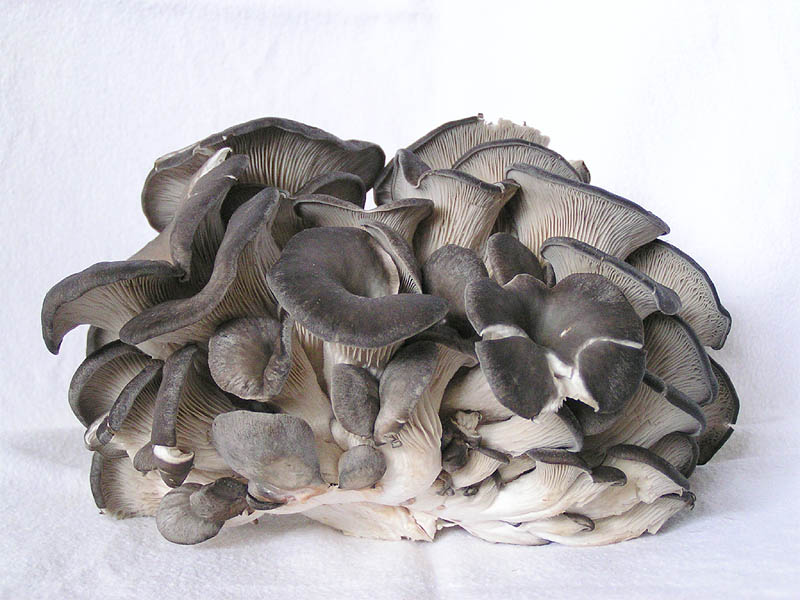
Hiratake, comercializado como shimeji-preto no Brasil

## No Brasil
O shimeji, inicialmente cultivado em países orientais, hoje é um dos cogumelos mais difundidos no mundo. Assim como o shiitake, o shimeji é muito consumido na Ásia, principalmente na China. É também um velho conhecido dos pratos japoneses.
No Brasil, o shimeji (Plerotus ostreatus) é consumido em pouca escala. Sua produção ainda é limitada, sendo as colônias japonesa e chinesa as maiores consumidoras. As suas duas variações são popularmente conhecidas como shimeji-preto e shimeji-branco. A diferença da coloração se deve ao método de cultivo e variação genética. Esta diferenciação produz resultados culinários diferentes.